# Алісо-В'єхо (Каліфорнія)
Алісо-В'єхо (англ. Aliso Viejo) — місто (англ. city) в США, в окрузі Орандж штату Каліфорнія. Населення — 52 176 осіб (2020).

## Географія
Алісо-В'єхо розташоване за координатами 33°34′41″ пн. ш. 117°43′48″ зх. д. / 33.57806° пн. ш. 117.73000° зх. д. (33.577933, -117.729952). За даними Бюро перепису населення США в 2010 році місто мало площу 19,35 км², уся площа — суходіл. В 2017 році площа становила 17,92 км², уся площа — суходіл.

## Демографія
Згідно з переписом 2010 року, у місті мешкали 47 823 особи в 18 204 домогосподарствах у складі 12 115 родин. Густота населення становила 2471 особа/км². Було 18867 помешкань (975/км²).
Расовий склад населення:
| - 72,0 % — білих - 14,6 % — азіатів - 2,0 % — чорних або афроамериканців - 0,3 % — корінних американців - 0,2 % — вихідців з тихоокеанських островів - 5,1 % — осіб інших рас |

До двох чи більше рас належало 5,7 %. Частка іспаномовних становила 17,1 % від усіх жителів.
За віковим діапазоном населення розподілялося таким чином: 25,9 % — особи молодші 18 років, 68,8 % — особи у віці 18—64 років, 5,3 % — особи у віці 65 років та старші. Медіана віку мешканця становила 35,1 року. На 100 осіб жіночої статі у місті припадало 92,8 чоловіків; на 100 жінок у віці від 18 років та старших — 89,2 чоловіків також старших 18 років.
Середній дохід на одне домашнє господарство становив 121 458 доларів США (медіана — 102 367), а середній дохід на одну сім'ю — 134 789 доларів (медіана — 121 309). Медіана доходів становила 84 103 долари для чоловіків та 66 316 доларів для жінок. За межею бідності перебувало 4,9 % осіб, у тому числі 5,1 % дітей у віці до 18 років та 7,0 % осіб у віці 65 років та старших.
Цивільне працевлаштоване населення становило 27 232 особи. Основні галузі зайнятості: освіта, охорона здоров'я та соціальна допомога — 19,7 %, науковці, спеціалісти, менеджери — 16,2 %, фінанси, страхування та нерухомість — 14,0 %, роздрібна торгівля — 12,0 %.